# Woodsboro
Woodsboro es una ciudad ficticia situada en California, inventada por el escritor Kevin Williamson para la saga de las películas de Scream. 

## Historia

### El asesinato de Maureen Prescott
Ocurrió en 1995 cuando Billy, con la ayuda de su mejor amigo Stu Macher, se coló en la casa de Maureen Prescott, y juntos, la violaron y asesinaron e incriminaron a uno de sus amantes, Cotton Weary. Le plantaron la chaqueta con la sangre de Maureen en su auto para incriminarlo. Sidney Prescott, la hija de Maureen y la novia de Billy, habiendo presenciado a alguien con la chaqueta de Cotton testifica que vio a Cotton salir de la casa, y Cotton fue posteriormente condenado por el asesinato. En realidad, se trataba de Billy Loomis y Stu Macher. Se desconoce si usaron el disfraz de Ghostface para este asesinato o no.

### Los asesinatos de Woodsboro

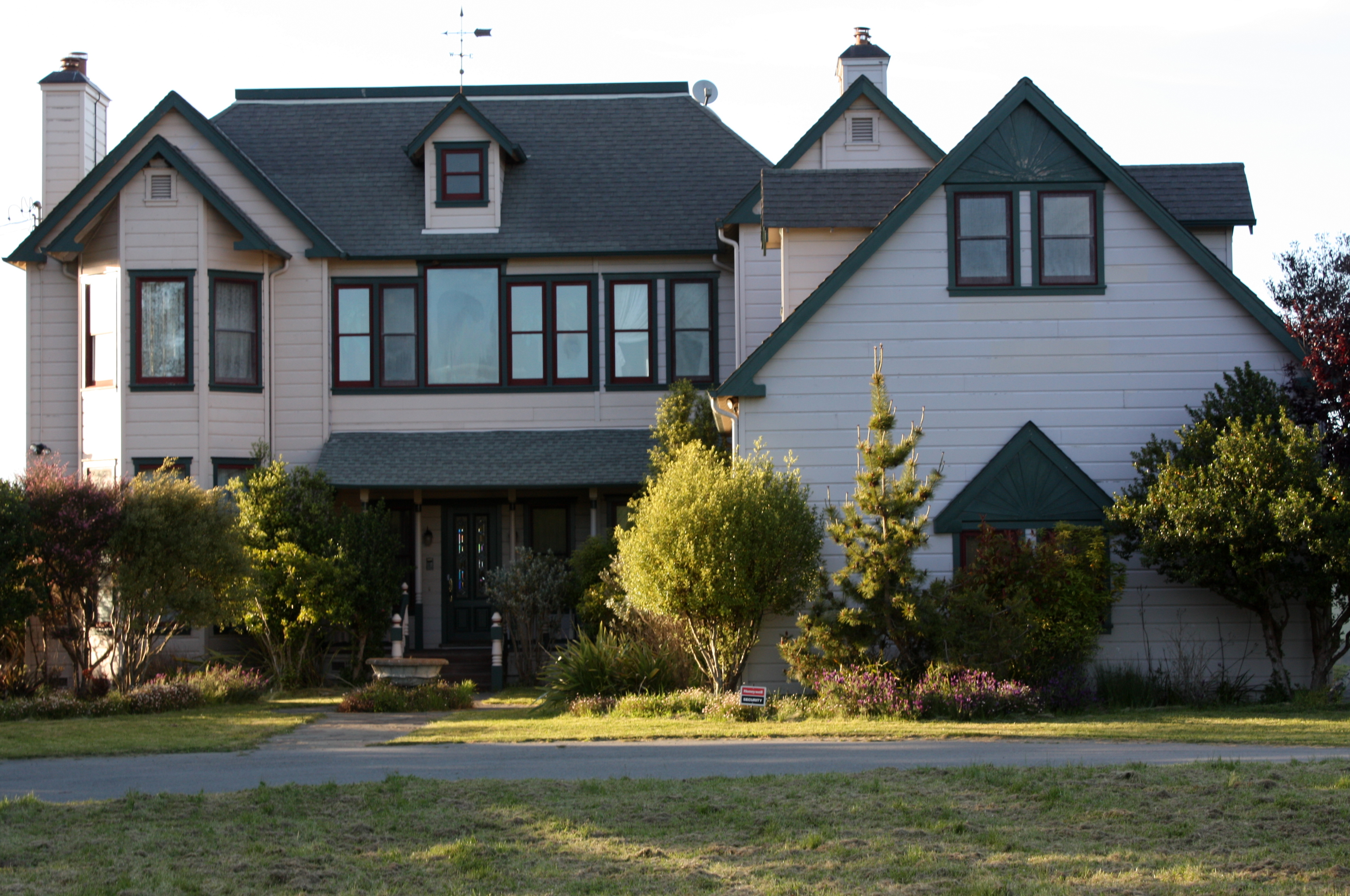
La casa de Stu Macher en 1996 y de Amber Freeman en 2021

Los asesinatos de Woodsboro fueron una serie de asesinatos cometidos por los estudiantes de Woodsboro High School, Billy Loomis y Stu Macher en Woodsboro, California en 1996. Durante los asesinatos, se pusieron un disfraz genérico de Halloween y, a menudo, llamaban a sus víctimas por teléfono, burlándose de ellas o amenazándolas antes de apuñalarlos hasta la muerte con un cuchillo de caza de veinte centímetros. Ocasionalmente les preguntaban a sus víctimas trivia sobre películas de terror y las acechaban de una manera que recuerda a dichas películas.

### Adaptación de los asesinatos de Woodsboro
Jill y Charlie comenzaron a tener el deseo de recrear los asesinatos originales de Woodsboro que orquestaron Billy Loomis y Stu Macher y finalmente decidieron ejecutar una ola de asesinatos de "reinicio" en el 14 ° aniversario de los infames asesinatos de Woodsboro., que sucede cuando Sidney regresa a Woodsboro en su gira de libros, y al final planean incriminar a Trevor por los asesinatos. Sin embargo, Jill también tenía la intención secreta de incriminar a Charlie por los asesinatos, como el cerebro detrás de la operación para convertirse en una Chica final al igual que su prima lo hizo hace 14 años y así tener fama y fanes. Se les ocurrió la idea de filmar los asesinatos debido a la creencia de Jill de que ya nadie lee, que también tenían la intención de subir a Internet bajo la dirección IP de Trevor para enmarcarlo aún más como el asesino de Ghostface.

### Recuela de los asesinatos originales de Woodsboro
En algún momento, los padres de Amber compraron la antigua casa de Stu Macher en 261 Turner Lane y después de investigar la historia detrás de ella, Amber se volvió fanática de las películas de Stab, esencialmente convirtiéndose en una fanática. Amber formó una amistad con Tara Carpenter y debido a la tendencia de su madre a emborracharse, descubrió que la hermana de Tara, Samantha Carpenter, era la hija ilegítima de Billy Loomis, el asesino original de Woodsboro.
Después de conocer a su compañero fan, Richie Kirsch, decidieron apaciguar al fanático creando una "recuela" de Stab 8, esencialmente un reinicio de Stab pero también una secuela que incluía nuevos personajes y recuperaba el legado.
La pareja ideó un plan y Richie se acercó a Samantha en su nueva ciudad natal, donde se acercó a ella mientras Amber se preparaba para atacar a su hermana para atraerla de regreso a la ciudad. El plan era usar a Samantha como la asesina de su película, dada su conexión con los personajes heredados que los traería de vuelta, y usar a Tara como base de su película para traer a todos sus amigos como su nueva generación de víctimas.

## Residentes
- Sra. Becker
- Sr. Becker
- Neil Prescott (empresario)
- Burke (ex alguacil de policía)
- Fred (conserje en Woodsboro High)
- Sra. Tate (ex profesora de inglés en Woodsboro High)
- Sr. Baker (profesor de inglés en Woodsboro High)
- Hank Loomis (abogado)
- Martha Meeks
- Danny Orth (médico radiólogo)
- Farney (oficial de policía)
- Vinson (oficial de policía)
- Frances (estudiante en Woodsboro High)

Residentes fallecidos
1. Maureen Prescott
2. Steven Orth (estudiante en Woodsboro High y jugador de futboll americano)
3. Casey Becker (estudiante en Woodsboro High)
4. Arthur Himbry (director en Woodsboro High)
5. Tatum Riley (estudiante en Woodsboro High)
6. Stu Macher (estudiante en Woodsboro High y asesino en serie)
7. Billy Loomis (estudiante en Woodsboro High y asesino en serie)
8. Marnie Cooper  (estudiante en Woodsboro High)
9. Jenny Randall (estudiante en Woodsboro High)
10. Olivia Morris (estudiante en Woodsboro High)
11. Ross Hoss (oficial de policía)
12. Anthony Perkins (oficial de policía)
13. Kate Roberts
14. Robbie Mercer (estudiante en Woodsboro High y vicepresidente del Club de Cine)
15. Trevor Sheldon (estudiante en Woodsboro High)
16. Charlie Walker (estudiante en Woodsboro High, vicepresidente del Club de Cine y asesino en serie)
17. Jill Roberts (estudiante en Woodsboro High y asesina en serie)
18. Vince Schneider
19. Judy Hicks (alguacil de policía y ex oficial)
20. Wes Hicks (estudiante en Woodsboro High)
21. Clay (oficial de policía)
22. Dewey Riley (ex alguacil de policía y ex oficial)
23. Liv McKenzie (estudiante en Woodsboro High)
24. Amber Freeman  (estudiante en Woodsboro High y asesina en serie)

### Antiguos residentes
- Randy Meeks (ex estudiante en Woodsboro High y ex empleado de la tienda de videos)
- Cotton Weary
- Sidney Prescott (ex estudiante en Woodsboro High)
- Kirby Reed (ex estudiante en Woodsboro High)
- Gale Weathers (escritora)
- Samantha Carpenter (ex estudiante en Woodsboro High y ex niñera)
- Tara Carpenter  (ex estudiante en Woodsboro High)
- Chad Meeks-Martin (ex estudiante en Woodsboro High  y jugador de futboll americano)
- Mindy Meeks-Martin (ex estudiante en Woodsboro High)